# Wielobłota
Wielobłota – osada w Polsce położona bezpośrednio nad Odrą w województwie lubuskim, w powiecie zielonogórskim, w gminie Zabór.
W latach 1975–1998 miejscowość administracyjnie należała do województwa zielonogórskiego.